# Republika Zielonego Przylądka na Letnich Igrzyskach Olimpijskich 2012
Republikę Zielonego Przylądka na Letnich Igrzyskach Olimpijskich 2012, które odbyły się w Londynie, była reprezentowana przez 3 zawodników.
Był to piąty start reprezentacji Republiki Zielonego Przylądka na letnich igrzyskach olimpijskich.

## Reprezentanci

### Judo
| Zawodnik         | Konkurencja | 1/16              | 1/8                      | Ćwierćfinał       | Półfinał          | Repasaż 1         | Repasaż 2         | Finał   | Finał   |
| Zawodnik         | Konkurencja | Przeciwnik Punkty | Przeciwnik Punkty        | Przeciwnik Punkty | Przeciwnik Punkty | Przeciwnik Punkty | Przeciwnik Punkty | Miejsce | Miejsce |
| ---------------- | ----------- | ----------------- | ------------------------ | ----------------- | ----------------- | ----------------- | ----------------- | ------- | ------- |
| Adysângela Moniz | + 78        | BYE               | Idalys Ortíz P 0002-0103 | NQ                | NQ                | NQ                | NQ                | NQ      | NQ      |

### Lekkoatletyka
Mężczyźni
| Zawodnik    | Konkurencja | Eliminacje | Eliminacje | Ćwierćfinał | Ćwierćfinał | Półfinał | Półfinał | Finał | Finał   |
| Zawodnik    | Konkurencja | Wynik      | Miejsce    | Wynik       | Miejsce     | Wynik    | Miejsce  | Wynik | Miejsce |
| ----------- | ----------- | ---------- | ---------- | ----------- | ----------- | -------- | -------- | ----- | ------- |
| Ruben Sança | 5000 m      | 14:35.19   | 41.        | —           | —           | —        | —        | NQ    | NQ      |

Kobiety
| Zawodnik      | Konkurencja | Eliminacje | Eliminacje | Ćwierćfinał | Ćwierćfinał | Półfinał | Półfinał | Finał | Finał   |
| Zawodnik      | Konkurencja | Wynik      | Miejsce    | Wynik       | Miejsce     | Wynik    | Miejsce  | Wynik | Miejsce |
| ------------- | ----------- | ---------- | ---------- | ----------- | ----------- | -------- | -------- | ----- | ------- |
| Lidiane Lopes | 100 m       | 12.72      | 17.        | NQ          | NQ          | NQ       | NQ       | NQ    | NQ      |